# 科諾瓦利夫卡
49°11′51″N 34°47′23″E / 49.19750°N 34.78972°E
科諾瓦利夫卡（烏克蘭語：Коновалівка），是烏克蘭中部的村莊，隸屬波爾塔瓦州的波爾塔瓦區。該村位於利皮揚卡河畔，始建於1750年，面積17.26平方公里，海拔高度71米。2001年，人口為591人。